# Lista rezervațiilor naturale din România

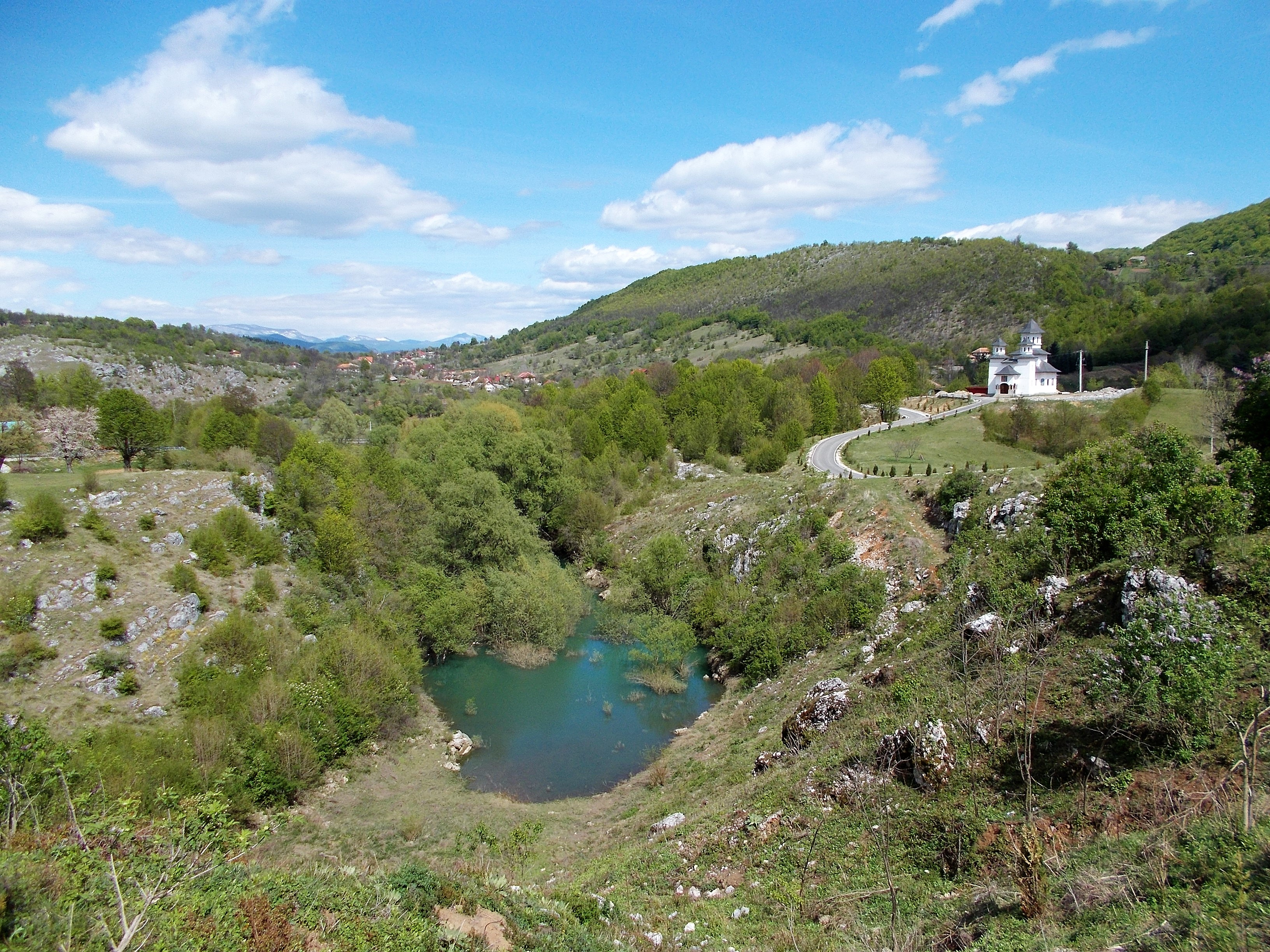
Rezervația naturală Complexul carstic de la Ponoarele

Lista rezervațiilor naturale din România cuprinde ariile protejate de interes național corespunzătoare categoriilor I-a, a III-a  și a IV-a IUCN (rezervații naturale de tip științific, rezervații naturale declarate monumente ale naturii, rezervații naturale de tip geologic, floristic, faunistic, avifaunistic, peisagistic sau mixt și  zone umede). 

## Istoric
Primele preocupări de a ocroti natura datează încă din secolul al XIX-lea, iar în 2008 în România existau 20 de parcuri naționale și naturale și 939 de arii de protecție, la care se adaugă 3759 de specii de plante și 288 de animale.
Rezervațiile naturale aflate pe teritoriul României au fost declarate arii protejate prin mai multe acte normative (legi, hotărâri) elaborate de-a lungul timpului, astfel: 
- Legea nr. 5 din 6 martie 2000[3] (privind aprobarea Planului de amenajare a teritoriului național - Secțiunea a III-a -  arii protejate),
- Hotărârea de Guvern Nr.2151 din 30 noiembrie 2004 (privind instituirea regimului de arie protejată pentru noi zone)[4],
- Hotărârea de Guvern Nr.1581 din 8 decembrie 2005, publicată în Monitorul Oficial al României Nr.24 din 11 ianuarie 2006 (privind instituirea regimului de arie naturală pentru noi zone)[5],
- Hotărârea  de Guvern Nr.1143 din 18 septembrie 2007, publicată în Monitorul Oficial al României, Nr.691 din 11 octombrie 2007 (privind instituirea de noi arii protejate)[6]
- Hotărârea de Guvern Nr.1284 din 30 octombrie 2007 (privind declararea ariilor de protecție specială avifaunistică din România)[7].

## Lista rezervațiilor naturale
| Județ (liste)   | Localizare (județ) | Rezervații naturale (denumiri) | Nr. total | Imagini                                     |
| --------------- | ------------------ | --- | --------- | ------------------------------------------- |
| Alba            |                    | Avenul cu două intrări, Avenul din Șesuri, Avenul de la Tău, Calcarele de la Ampoița, Calcarele de la Valea Mică, Bulzul Gălzii, Cascada Vârciorog, Cascada Pișoaia, Cheile Ampoiței, Cheile Găldiței și Turcului, Cheile Gălzii, Cheile Gârdișoarei, Cheile Caprei, Cheile Vălișoarei, Cheile Cibului, Cheile Glodului, Calcarele cu orbitoline de la Piatra Corbului, Cheile Geogelului, Cheile Piatra Bălții, Cheile Întregalde, Cheile Plaiului, Cheile Mândruțului, Cheile Mănăstirii, Cheile Pociovaliștei, Cheile Poșăgii, Cheile Râmețului, Cheile Runcului, Cheile Văii Cetii, Cheile Pravului, Cheile Văii Morilor, Cheile Siloșului, Cheile Tecșeștilor, Dealul cu Melci, Detunata Goală, Detunata Flocoasă, Huda Orbului, Izbucul Cotețul Dobreștilor, Izbucul Poliței, Izbucul Tăuzului, Iezerul Ighiel, Iezerul Șurianul, Izbucul Mătișești, Laricetul de la Vidolm, Luncile Prigoanei, Masa Jidovului, Oul Arșiței, Pădurea Sloboda, Peștera Hodobana, Peștera Coiba Mică, Peștera Vârtopașu, Peștera de la Hoanca Apei, Peștera din Peretele Dârninii, Peșterile Lucia, Vânătările Ponorului, Pârâul Bobii, Avenul din Hoanca Urzicarului, Huda lui Papară, Peștera Coiba Mare, Peștera-aven ghețarul de sub Zgurăști, Peștera de la Groși, Peștera Ghețarul Scărișoara, Peștera Ghețarul de la Vârtop, Peștera Poarta Zmeilor, Peștera Pojarul Poliței, Tăul fără fund de la Băgău, Poiana cu narcise de la Negrileasa, Poienile cu narcise de la Tecșești, Șesul Craiului - Scărița-Belioara, Piatra Boului, Piatra Despicată, Piatra Grohotișului, Piatra Poienii, Piatra Varului, Piatra Bulbuci, Piatra Cetii, Piatra Craivei, Piatra Corbului (Roșia Montană), Piatra Tomii, Râpa Roșie, Stânca Grunzii | 76        | Cheile Poșăgii                              |
| Arad            |                    | Pădurea Lunca - colonie de stârci, Pădurea Socodor - colonie de stârci, Baltele Gurahonț, Dosul Laurului, Poiana cu narcise Rovina, Rezervația de soluri sărăturate, Arboretele de fag de la Râul Mic, Runcu-Groși, Pădurea de stejar pufos de la Cărand, Arboretul Macea, Prundul Mare, Locul fosilifer Monoroștia, Locul fosilifer Zăbalț, Peștera Valea Morii, Peștera lui Duțu, Peștera Sinesie, Balta Rovina, Balta Șoimoș, Stârcii cenușii de la Sâc | 18        | Lunca Mureşului                             |
| Argeș           |                    | Lacul Bascov, Lacul lui Bârcă, Poiana cu narcise Negrași, Granitul de la Albești, Calcarul numulitic de la Albești, Microrelieful carstic de la Cetățeni, Golul alpin Moldoveanu - Capra, Golul alpin Valea Rea - Zârna, Lacul Buda, Lacul Galbena IV, Lacul Hârtop I, Lacul Hârtop II, Lacul Hârtop V, Lacul Iezer, Munții Făgăraș, Lacul Izvorul-Mușeteică, Lacul Jgheburoasa, Lacul Mănăstirii, Lacul Scărișoara Galbenă, Lacul Valea Rea, Lacul Zârna, Valea Vâlsanului, Zona carstică Dâmbovicioara - Brusturet, Zona carstică Măgura - Nucșoara, Locul fosilifer Suslănești, Avenul din Grind, Peștera Dâmbovicioara, Peștera Dobreștilor, Peștera nr. 15, Peștera de la Piscul Negru, Peștera Stanciului, Peștera Uluce | 31        | Munţii Făgăraş                              |
| Bacău           |                    | Lacul Galbeni, Lacul Lilieci, Lacul Răcăciuni, Lacul Berești, Lacul Balătău, Pădurea Runc, Buhuși, Pădurea Izvorul Alb, Calcarele cu Litothamnius, Cineritele de Nutasca - Ruseni, Pădurea de pini de la Moinești, Pădurea Arsura, Puncte fosilifere în conglomerate de Pietricica, Rezervația naturală Măgura, Rezervația naturală Nemira, Dealul Perchiu, Punctul fosilifer Cârligata, Punctul fosilifer La Runc, Tuful de la Falcău, Tuful de la Valea Uzului, Strate tip pentru „Formațiunea de Pietrosu”, Strate tip pentru „Formațiunea de Supan”, Buciaș | 22        | Lacul Bereşti                               |
| Bihor           |                    | Complexul hidrografic Valea Rece, Dealul Pacău, Fâneața Izvoarelor Crișul Pietros, Depresiunea Bălileasa, Fâneața Valea Roșie, Molhașurile din Valea Izbucelor, Pădurea cu narcise de la Oșorhei, Pășunea cu Corynephorus de la Voievozi, Pârâul Pețea, Piatra Grăitoare, Poiana cu narcise de la Goroniște, Valea Iadei cu Syringa josichaea, Vârful Cârligați, Vârful Buteasa, Pietrele Galbenei, Piatra Bulzului, Izbucul intermitent de la Călugări, Groapa Ruginoasa - Valea Seacă, Cetatea Rădesei, Defileul Crișului Negru la Borz, Defileul Crișului Repede, Ferice Plai și Hoancă, Groapa de la Bârsa, Lacul Cicoș, Pietrele Boghii, Poiana Florilor, Platoul Carstic Padiș, Săritoarea Bohodeiului, Valea Galbenei, Valea Sighiștelului, Vârful Biserica Moțului, Platoul Carstic Lumea Pierdută, Calcarele cu hippuriți din Valea Crișului, Calcarele tortoniene de la Miheleu, Calcarele tortoniene de la Tășad, Gruiul Pietrii, Lentila 204 Brusturi - Cornet, Locul fosilifer de la Cornițel, Locul fosilifer de pe Dealul Șomleu, Locul fosilifer din Valea Lionii-Peștiș, Avenul Borțigului, Avenul Câmpeneasa cu Izbucul Boiu, Complexul Carstic din Valea Ponorului, Ghețarul Focul Viu, Peștera cu Apă din Valea Leșului, Peștera Ciurul Ponor, Peștera Ciur Izbuc, Peștera Farcu, Peștera Gălășeni, Peștera Grueț, Peștera Igrița, Peștera Meziad, Peștera lui Micula, Peștera Osoi, Peștera Urșilor, Peștera Toplița, Peștera Smeilor de la Onceasa, Peștera Vacii, Peștera Vântului, Sistemul Carstic Peștera Cerbului - Avenul cu Vacă, Colonia de păsări de la Pădurea Rădvani, Izvoarele mezotermale Răbăgani                                                                                        | 62        | Defileul Crişului Repede                    |
| Bistrița-Năsăud |                    | Crovul de la Larion, „La Sărătură”, Poiana cu narcise de pe Masivul Saca, Poiana cu narcise de pe Șesul Mogoșenilor, Poiana cu narcise de pe Șesul Văii Budacului, Piatra Cușmei, Rezervația naturală Piatra Fântânele, Pădurea Posmuș, Masivul de sare de la Sărățel, Râpa cu păpuși, Vulcanii noroioși „La Gloduri”, Zăvoaiele Borcutului, Ineu - Lala, Izvoarele Mihăiesei, Lacul Zagra, Locul fosilifer Râpa Mare, Tăul Zânelor, Valea Repedea, Piatra Corbului, Râpa Verde, Comarnic (arie protejată), Cheile Bistriței Ardelene, Stâncile Tătarului, Munții Călimani, Peștera Tăușoare, Peștera din Valea Cobășelului | 25        | Piatra Fântânele                            |
| Botoșani        |                    | Turbăria de la Dersca, Bucecea - Bălțile Siretului, Arinișul de la Horlăceni, Făgetul secular Stuhoasa, Pădurea Ciornohal, Pădurea Tudora, Stânca Ripiceni, Stânca Ștefănești | 8         | Pădurea Tudora                              |
| Brașov          |                    | Rotbav, Complexul piscicol Dumbrăvița, Dealul Cetății - Lempeș, Mlaștina Hărman, Poienile cu narcise din Dumbrava Vadului, Pădurea și mlaștinile eutrofe de la Prejmer, Stejerișul Mare (Colții Corbului Mare), Cotul Turzunului, Cheile Zărneștilor, Cheile Dopca, Coloanele de bazalt de la Piatra Cioplită, Coloanele de bazalt de la Racoș, Complexul Geologic Racoșul de Jos, Microcanionul în bazalt de la Hoghiz, Stânca bazaltică de la Rupea, Vulcanii Noroioși de la Băile Homorod, Holbav, Bucegi (Abruptul Bucșoiu, Mălăești, Gaura), Munții Postăvarul, Muntele Tâmpa, Pădurea Bogății, Locul fosilifer Carhaga, Locul fosilifer Ormeniș, Locul fosilifer Purcăreni, Piatra Craiului, Peștera Comăna, Peștera Liliecilor, Peștera Bârlogul Ursului, Peștera Valea Cetății | 30        | Tâmpa                                       |
| Brăila          |                    | Rezervația naturală Lacul Jirlău, Pădurea Camenița | 2         |                                             |
| Buzău           |                    | Dealul cu Lilieci Cernătești, Pădurea Crivineni, Pădurea Brădeanu, Pădurea cu tisă, Focul Viu - Lopătari, Platoul Meledic, Piatra Albă „La Grunj”, Vulcanii Noroioși de la Pâclele Mari, Vulcanii Noroioși de la Pâclele Mici, Chihlimbarul de Buzău, Balta Albă (rezervație), Balta Amară, Pădurea Lacurile Bisoca, Blocurile de calcar de la Bădila, Sarea lui Buzău | 15        | Vulcanii Noroioși de la Pâclele Mici        |
| Caraș-Severin   |                    | Divici - Pojejena, Dăncioanea, Dealul Cărăula, Zona umedă Ostrov - Moldova Veche, Zona umedă Insula Calinovăț, Fâneața cu narcise Zervești, Pădurea Ezerișel, Rezervația Domogled, Sfinxul Bănățean, Valea Greațca, Groposu, Balta Nera - Dunăre, Bârzavița, Buhui - Mărghitaș, Cheile Carașului, Cheile Globului, Cheile Gârliștei, Cheile Rudăriei, Cheile Nerei - Beușnița, Cheile Șușarei, Coronini - Bedina, Cuptor - Brădișoru de Jos, Dealul Petrolea - Cuptoare, Ducin, Iardașița, Iauna - Craiova, Izvorul Bigăr, Izvoarele Carașului, Izvoarele Nerei, Lisovacea, Ogașul Slătinic, Râpa cu lăstuni din Valea Divici, Râpa Neagră, Ravena Crouri, Valea Ciclovei - Ilidia, Rezervația naturală Baziaș, Rezervația naturală Valea Mare, Rusca Montană, Locul fosilifer de la Apadia, Locul fosilifer de la Delinești, Locul fosilifer de la Ezeriș, Locul fosilifer de la Globu Craiovei, Locul fosilifer de la Petroșnița, Locul fosilifer de la Târnova, Locul fosilifer de la Tirol, Locul fosilifer de la Valeapai, Locul fosilifer de la Zorlențu Mare, Locul fosilifer de la Soceni, Pădurea Pleșu, Peștera Bârzoni, Peștera Buhui, Peștera Comarnic, Peștera Exploratorii '85, Peștera cu apă din Valea Polevii, Peștera Popovăț, Peștera Răsuflătoarei, Belareca | 56        | Cheile Rudăriei                             |
| Călărași        |                    | Ostrovul Ciocănești, Ostrovul Haralambie, Ostrovul Șoimul, Pădurea Ciornuleasa | 5         |                                             |
| Cluj            |                    | Fânațele Suatu I și II, Molhașul Mare de la Izbuc, Pârâul Dumbrava, Rezervația Fânațele Clujului, Valea Morilor, Cariera Corabia, Gipsurile de la Leghia, Rezervația de orbeți de la Apahida, Cheile Baciului, Cheile Turenilor, Cheile Turzii, Dealul cu Fluturi, Făgetul Clujului, Pădurea Ciuașului, Sărăturile și Ocna Veche, Locul fosilifer Coruș, Peștera Mare de pe Valea Firei, Peștera din Piatra Ponorului, Peștera Vârfurașu, Lacul Știucilor, Stufărișurile de la Sic, Valea Legiilor | 22        | Cheile Turzii                               |
| Constanța       |                    | Dunele marine de la Agigea, Pâlcul de stejari brumării, Valu lui Traian, Pădurea Canareaua Fetii, Pădurea Dumbrăveni, Pădurea Esechioi, Fântânița - Murfatlar, Pădurea Hagieni, Pereții calcaroși de la Petroșani, Masivul Geologic Cheia, Dealul Alah Bair, Rezervația naturală Gura Dobrogei, Insula Ceaplace, Insulele Prundu cu păsări, Lacul Bugeac, Lacul Dunăreni, Lacul Oltina, Lacul Vederoasa, Mlaștina Hergheliei, Pădurea Celea Mare - Valea lui Ene, Pădurea Cetate, Pădurea Bratca, Canaralele de la Hârșova, Recifii jurasici Cheia, Reciful neurojurasic de la Topalu, Locul fosilifer Seimenii Mari, Locul fosilifer Aliman, Locul fosilifer Credința, Locul fosilifer Cernavodă, Locul fosilifer Movila Banului, Peștera La Adam, Peștera Gura Dobrogei, Peștera Limanu, Obanul Mare și Peștera La Movile, Cetatea Histria, Corbu-Nuntași - Histria, Grindul Chituc, Grindul Lupilor, Vama Veche - 2 Mai (Acvatoriul litoral marin), Lacul Agigea, Lacul Techirghiol | 41        | Rezervația naturală Corbu-Nuntași - Histria |
| Covasna         |                    | Turbăria Ruginosu, Cheile Vârghișului, Dealul Ciocașului - Dealul Vițelului, Mestecănișul de la Reci și Bălțile de la Ozun-Sântionlunca | 4         | Mestecănişul de la Reci                     |
| Dâmbovița       |                    | Turbăria Lăptici, Poiana Crucii, Izvorul de la Corbii Ciungi, Poiana cu narcise din Valea Neajlovului, Cheile Tătarului, Munții Bucegi, Peștera Cocora și Cheile Urșilor, Orzea - Zănoaga, Zănoaga - Lucăcilă, Locul fosilifer de la Vama Strunga, Rezervația Plaiul Hoților, Plaiul Domnesc, Peștera Răteiului, Valea Horoabei | 13        | Cheile Tătarului                            |
| Dolj            |                    | Balta Cilieni - Băilești, Balta Neagră, Balta Lată, Complexul lacustru Preajba-Făcăi, Lacul Adunații de Geormane, Lacul Ionele, Râul Bălășan (amonte de Băilești), Râurile Dersănțui și Terpezița (amonte de Fântânele), Lacul Caraula, Dunele Dăbuleni („La Cetate”), Pajiștea Gogoșu-Ștefănel, Pajiștea Cetate din Lunca Dunării, Pajiștea halofilă Gighera, Poiana Bujorului din Pădurea Plenița, Valea Rea-Radovan, Pădurea seculară Zăval, Rezervația ornitologică Ciuperceni-Desa, Locul fosilifer Bucovăț, Locul fosilifer Dranic | 19        |                                             |
| Galați          |                    | Lacul Pochina, Lacul Vlășcuța, Lunca joasă a Prutului, Balta Potcoava, Balta Tălăbasca, Dunele de nisip de la Hanu Conachi, Ostrovul Prut, Pădurea Breana - Roșcani, Pădurea Buciumeni, Pădurea Fundeanu, Pădurea Gârboavele, Pădurea Pogănești, Pădurea Tălășmani, Locul fosilifer Berești, Locul fosilifer Rateș, Locul fosilifer Tirighina - Bărboși | 16        |                                             |
| Giurgiu         |                    | Ostroavele Cama - Dinu - Păsărica, Pădurea Oloaga - Grădinari, Pădurea Manafu, Pădurea Padina Tătarului, Pădurea Teșila | 5         | Pădurea Comana                              |
| Gorj            |                    | Cotul cu Aluni, Rezervația botanică Cioclovina, Pădurea Bărcului, Pădurea Gorganu, Pădurea Polovragi, Pădurea Tismana-Pocruia, Formațiunile eocene de la Săcelu, Izbucul Jaleșului, Piatra Biserica Dracilor, Muntele Oslea, Piatra Cloșanilor, Piatra Boroștenilor, Piatra Andreaua, Piatra Buha, Sfinxul Lainicilor, Stâncile Rafailă, Cheile Corcoaiei, Cheile Oltețului și Peștera Polovragi, Cheile Sohodolului, Ciucevele Cernei, Cornetul Pocruiei, Dealul Gornăcelu, Izvoarele Izvernei, Izvoarele minerale Săcelu, Rezervația Domogled, Locul fosilifer Buzești, Locul fosilifer Gârbovu, Locul fosilifer Groșerea, Locul fosilifer Săulești, Locul fosilifer Valea Deșului, Cheile și Peștera Pătrunsa, Valea Ibanului, Valea Sodomului, Peștera Gura Plaiului, Peștera Lazului, Peștera Iedului, Peștera Martel, Peștera Muierilor, Peștera Polovragi | 38        | Cheile Sohodolului                          |
| Harghita        |                    | Piemontul Nyíres de la Borzont, Rezervația botanică Borsec, Poiana narciselor de la Vlăhița, Scaunul Rotund, Vulcanii noroioși de la Filiaș, Pietrele Roșii, Dealul Firtuș, Tinovul Luci, Tinovul „Kicsi Romlásmezö” de la Plăieșii de Jos, Lacul Dracului, Lacul Rat, Mlaștina Büdös - Sântimbru, Mlaștina Csemő - Vrabia, Mlaștina După Luncă, Mlaștina cea Mare, Mlaștina Nyirkert, Mlaștina Dumbrava Harghitei, Mlaștina Borsároș - Sâncrăieni, Mlaștina Valea de Mijloc, Mlaștina Beneș, Mlaștina Nádaș, Tinovul Mohoș, Rezervația geologică de la Sâncrăieni, Dealul Melcului (Firtuș), Muntele de sare Praid, Piatra Șoimilor, Cheile Bicazului și Lacul Roșu, Lacul Sfânta Ana, Masivul Hășmașul Mare, Piatra Singuratică - Hășmașul Negru, Pârâul Dobreanului, Rezervația Lacul Iezer din Călimani, Popasul păsărilor de la Sânpaul, Cascada de apă termală Toplița, Avenul Licaș, Peștera Șugău | 32        | Cheile Bicazului                            |
| Hunedoara       |                    | Codrii seculari pe Valea Dobrișoarei și Prisloapei, Pădurea Bejan, Măgura Uroiului, Podul natural de la Grohot, Tufurile calcaroase din Valea Bobâlna, Apele mezotermale Geoagiu-Băi, Calcarele de la Boiu de Sus, Cheile Crivadiei, Calcarele din Dealul Măgura, Calcarele de la Godinești, Cheile Cernei, Cheile Jiețului, Cheile Ribicioarei și Uibăreștilor, Cheile Madei, Cheile Taia, Dealul Cetății Deva, Complexul carstic Ponorâci-Cioclovina, Măgurile Săcărâmbului, Muntele Vâlcan, Peștera Bolii, Rezervația Boholt, Locul fosilifer Ohaba-Ponor, Locul fosilifer Lăpugiu de Sus, Locul fosilifer cu dinozauri Sânpetru, Paleofauna reptiliană Tuștea, Peștera Cizmei, Peștera Tecuri, Peștera Șura Mare, Peștera Zeicului, Peștera cu Corali, Rezervația științifică Gemenele | 42        | Tăul fără fund de la Peșteana               |
| Ialomița        |                    | Lacul Amara, Lacurile Bentu Mic, Bentu Mic Cotoi și Bentu Mare, Lacul Fundata, Lacul Rodeanu, Lacul Strachina, Pădurea de Stejari Seculari Alexeni, Pădurea de Stejari Seculari Canton Hățiș | 7         | Lacul Amara                                 |
| Iași            |                    | Acumularea Chirița, Acumularea Pârcovaci, Cotul Sălăgeni, Balta Teiva Vișina, Cotul Bran pe Râul Prut, Prutețul Bălătău, Rezervația acvatică Râul Prut, Fânețele seculare Valea lui David, Poiana cu Schit, Sărăturile de la Valea Ilenei, Făgetul Secular Humosu, Lunca Mircești (Vasile Alecsandri), Pârâul Pietrei - Bazga Răducăneni, Pădurea Cătălina - Cotnari, Pădurea Dancu-Iași, Pădurea Frumușica, Pădurea Icușeni, Pădurea Medeleni, Pădurea Pietrosu, Pădurea Roșcani, Pădurea Tătăruși, Pădurea Uricani, Poieni - Cărbunăriei, Bohotin - Pietrosu, Punctul fosilifer Băiceni, Locul fosilifer Dealul Repedea, Șcheia | 27        | Pădurea Pietrosu                            |
| Ilfov           |                    | Grădiștea - Căldărușani - Dridu, Pădurea Snagov, Lacul Snagov, Lacul Căldărușani | 4         | Lacul Snagov                                |
| Maramureș       |                    | Mlaștinile Vlășinescu, Tăul lui Dumitru, Mlaștina Tăul Negru, Cheile Lăpușului, Cornu Nedeii - Ciungii Bălăsinii, Mlaștina Iezerul Mare, Poiana cu narcise Tomnatec - Sehleanu, Arboretul de castan comestibil de la Baia Mare, Pădurea Bavna, Pădurea Crăiasa, Pădurea de larice Coștiui, Pădurea cu pini Comja, Pădurea Ronișoara, Coloanele de la Limpedea, Cheile Babei, Rozeta de piatră Ilba, Cheile Tătarului, Izvorul Bătrâna, Lacul Albastru, Arcer - Țibleș Bran, Creasta Cocoșului, Lacul Morărenilor, Mlaștina Poiana Brazilor, Peștera și izbucul Izvorul Albastru al Izei, Vârful Farcău - Lacul Vinderelu - Vârful Mihăilecu, Rezervația fosiliferă Chiuzbaia, Stâncăriile Sâlhoi - Zâmbroslavele, Peștera Boiu Mare, Peștera cu Oase de la Poiana Botizii, Peștera din Dealul Solovan, Peștera Vălenii Șomcutei, Rezervația științifică Pietrosu Mare, Rezervația științifică Piatra Rea | 33        | Cheile Babei                                |
| Mehedinți       |                    | Cracul Crucii, Cracul Găioara, Fața Virului, Gura Văii - Vârciorova, Dealul Duhovnei, Pădurea Borovăț, Pădurea Bunget, Pădurea Drăghiceanu, Pădurea Stârmina, Pădurea de liliac Ponoarele, Tufărișurile mediteraneene de la Isverna, Cheile Coșuștei, Complexul carstic de la Ponoarele, Vârful lui Stan, Pereții calcaroși de la Izvoarele Coșuștei, Cazanele Mari și Cazanele Mici, Cornetul Babelor și Cerboanei, Cornetul Piatra Încălecată, Cornetul Bălții, Cheile Topolniței și Peștera Topolniței, Cornetul Văii și Valea Mănăstirii, Dealul Vărănic, Izvorul și stâncăriile de la Câmana, Tufărișurile mediteraneene Cornetul Obârșia-Cloșani, Valea Oglănicului, Valea Țesna, Locul fosilifer Bahna, Locul fosilifer Malovăț, Locul fosilifer Svinița, Locul fosilifer Pietrele Roșii, Peștera Epuran | 31        | Complexul Ponoarele - Podul lui Dumnezeu    |
| Mureș           |                    | Rezervația de bujori Zau de Câmpie, Rezervația cu lalea pestriță Vălenii de Mureș, Poiana cu narcise Gurghiu, Arboretul de Chamaecyparis lawsoniana Sângeorgiu de Pădure, Molidul de rezonanță din Pădurea Lăpușna, Pădurea Mociar, Stejarii seculari de la Breite, Rezervația de stejar pufos, Defileul Deda - Toplița, Lacul Fărăgău, Lacul Ursu, Pădurea Săbed, Scaunul Domnului, Seaca, Stejarii seculari de la Sângeorgiu de Mureș | 15        | Lacul Ursu                                  |
| Neamț           |                    | Lacul Cuejdel, Lacul Izvorul Muntelui, Pârâul Borcuța, Lacul Pângărați, Lacul Vaduri, Rezervația faunistică Borca, Rezervația faunistică Brateș, Rezervația de Zimbri - Neamț, Dealul Vulpii-Botoaia (Ochiul de Stepă), Codrii de Aramă, Codrii de Argint, Codrul secular Runc, Pădurea Dobreni, Pădurea Goșman, Pădurea Pângărați, Pădurea Secu, Piatra Teiului, Stânca Șerbești, Cheile Bicazului, Cheile Șugăului, Locul fosilifer Agârcia, Locul fosilifer Cernegura, Locul fosilifer Cozla, Locul fosilifer Pietricica, Cascada Duruitoarea, Peștera Munticelu, Peștera Toșorog, Polița cu Crini | 28        | Rezervația de Zimbri „Dragoș-Vodă, Neamț    |
| Olt             |                    | Lacul Izbiceni, Lacul Strejești, Iris - Malu Roșu, Rezervația de bujori a Academiei, Casa Pădurii din Pădurea Potelu, Pădurea Braniștea Catârilor, Pădurea Călugărească, Pădurea Reșca, Pădurea Seaca - Optășani, Rezervația de arborete de gârniță, Valea Oltețului | 12        | Valea Olteţului                             |
| Prahova         |                    | Arinișul de la Sinaia - Cumpătul, Muntele de Sare Slănic Prahova, Tigăile din Ciucaș, Abruptul prahovean Bucegi, Munții Colții lui Barbeș, Locul fosilifer Plaiul Hoților | 6         | Tigăile din Ciucaş                          |
| Sălaj           |                    | Balta Cehei, Mlaștina de la Iaz, Pădurea Lapiș, Poiana cu narcise de la Racâș-Hida, Pădurea „La Castani”, Rezervația peisagistică Tusa-Barcău, Stejărișul Panic, Stejărișul de baltă Panic, Calcarele de Rona, Grădina Zmeilor, Pietrele Moșu și Baba, Gresiile de pe Stânca Dracului, Lunca cu lalea pestriță - Valea Sălajului, Stanii Clițului, Peștera Măgurici | 15        | Grădina Zmeilor, Gâlgău Almaşului           |
| Satu Mare       |                    | Heleșteele de la Moftinu Mic, Dunele de nisip Foieni, Mlaștina Vermeș, Tinoavele din Munții Oaș, Pădurea de frasini Urziceni, Pădurea cu pini Comja, Pădurea Runc, Cursul inferior al Râului Tur | 8         | Râul Tur                                    |
| Sibiu           |                    | Iezărele Cindrelului, Șuvara Sașilor, Lacul Tătarilor, Canionul Mihăileni, Lacul fără fund Ocna Sibiului, Masa Jidovului, Pintenii din Coasta Jinei, Vulcanii noroioși de la Hașag, Dealul Zackel, Golul Alpin al Munților Făgăraș între Podragu - Suru, Valea Bâlii, La Grumaji, Calcarele eocene de la Turnu Roșu - Porcești, Calcarele cu hippuriți de la Cisnădioara | 14        | Valea Bâlii                                 |
| Suceava         |                    | Fânațele seculare de la Calafindești, Răchitișul Mare, Tinovul Găina - Lucina, Tinovul Poiana Stampei, Tinovul Șaru Dornei, Fânațele seculare Frumoasa, Fânațele montane Todirescu, Fânațele seculare Ponoare, Codrul secular Slătioara, Codrul secular Giumalău, Codrul secular Loben, Făgetul Dragomirna, Jnepenișul cu Pinus cembra - Călimani, Peștera Liliecilor, Pădurea Crujana, Pădurea Roșoșa, Pădurea Voivodeasa, Pădurea Zamostea - Lunca, Doisprezece Apostoli, Moara Dracului, Piatra Țibăului, Klippa de calcare triasice Pârâul Cailor, Piatra Buhei, Piatra Pinului și Piatra Șoimului, Cheile Zugrenilor, Cheile Lucavei, Pietrele Doamnei, Rezervația Bila-Lala, Stratele cu Aptychus de la Pojorâta | 28        | Aria naturală Pietrele Doamnei              |
| Teleorman       |                    | Balta Suhaia, Ostrovul Gâsca, Ostrovul Mare, Pădurea Pojorâtele, Pădurea Troianu | 5         |                                             |
| Timiș           |                    | Lunca Pogănișului, Pajiștea cu narcise Bătești, Movila Sisitak, Arboretumul Bazoș, Pădurea Bistra, Pădurea Cenad, Insula Igriș, Insula Mare Cenad, Lacul Surduc, Rezervația ornitologică Beba Veche, Mlaștinile Murani, Mlaștinile Satchinez, Locul fosilifer Rădmănești, Sărăturile Diniaș | 14        | Lacul Surduc                                |
| Tulcea          |                    | Lacul Belciug, Lacul Potcoava, Lacul Rotundu, Arinișul Erenciuc, Capul Doloșman, Complexul Sacalin Zătoane, Complexul Periteașca - Leahova, Complexul Vătafu - Lunghuleț, Dealul Ghiunghiurmez, Lacul Nebunu, Insula Popina, Rezervația botanică Korum Tarla, Rezervația de liliac Valea Oilor, Rezervația de liliac Fântâna Mare, Rezervația naturală Dealul Bujorului, Pădurea Babadag - Codru, Pădurea Caraorman, Pădurea Letea, Pădurea Valea Fagilor, Rezervația Agighiol, Vârful Secarul, Grindul și Lacul Răducu, Roșca - Buhaiova, Sărăturile Murighiol, Beidaud, Carasan - Teke, Chervant - Priopcea, Călugăru - Iancina, Casimcea, Colțanii Mari, Dealurile Beștepe, Dealul Deniz Tepe, Dealul Mândrești, Dealul Sarica, Enisala, Lacul Traian, Mănăstirea Cocoș, Măgurele, Muchiile Cernei - Iaila, Muntele Consul, Pădurea Niculițel, Peceneaga, Războieni, Uspenia, Valea Mahomencea, Valea Ostrovului, Locul fosilifer Dealul Bujoarele | 48        | Lacul Nebunu                                |
| Vaslui          |                    | Coasta Rupturile - Tanacu, Fâneața de la Glodeni, Movila lui Burcel, Pădurea Hârboanca, Pădurea Bădeana, Pădurea Bălteni, Pădurea Seaca-Movileni, Locul fosilifer Nisipăria Hulubăț, Locul fosilifer Mălușteni | 9         | Movila lui Burcel                           |
| Vâlcea          |                    | Lacul Strejești, Mlaștina Mosoroasa, Muzeul Trovanților, Piramidele de la Slătioara, Piramidele din Valea Stăncioiului, Rezervația Ocnele Mari, Căldarea Gâlcescu, Jnepenișul Stricatul, Iezerul Latorița, Muntele Stogu, Pădurea Silea, Pădurea Călinești - Brezoi, Pădurea Latorița, Pădurea Tisa Mare, Pădurea Valea Cheii, Rezervația Cristești, Rezervația Sterpu-Dealul Negru, Rezervația Miru-Bora, Rezervația Rădița - Mânzu, Rezervația paleontologică Golești, Avenul Piciorul Boului, Peștera Arnăuților, Peștera Caprelor, Peștera Clopot, Peștera cu Lac, Peștera cu Perle, Peștera Munteanu - Murgoci, Peștera Liliecilor, Peștera Pagodelor, Peștera Rac, Peștera Valea Bistrița | 31        | Rezervaţia naturală Muzeul Trovanţilor      |
| Vrancea         |                    | Lunca Siretului Inferior, Măgura Odobești, Lacul Negru - Cheile Nărujei I, Pădurea Reghiu - Scruntaru, Poiana Muntioru, Pădurea Lepșa - Zboina, Pădurea Schitu - Dălhăuți, Valea Tișiței, Cascada Putnei, Rezervația Algheanu, Râpa Roșie - Dealul Morii, Strâmtura - Coza, Cascada Mișina, Căldările Zăbalei - Zârna Mică, Focul Viu de la Andreiașu de Jos, Lunca Siretului, Muntele Goru, Pădurea Verdele - Cheile Nărujei II, Pădurea Cenaru, Pădurea Merișor - Cotul Zătuanului, Pârâul Bozu, Groapa cu Pini | 22        | Cascada Putnei                              |